# Tirtohargo
Tirtohargo is een bestuurslaag in het regentschap Bantul van de provincie Jogjakarta, Indonesië. Tirtohargo telt 2758 inwoners (volkstelling 2010).